# Coupe d'Océanie féminine de hockey sur gazon 2019
Navigation
Édition précédente Édition suivante
La Coupe d'Océanie féminine de hockey sur gazon 2019 est la 11e édition du tournoi masculin de la Coupe d'Océanie. Elle a lieu du 5 au 8 septembre à Rockhampton en Australie,.
Le tournoi sert également à se qualifier pour les Jeux olympiques d'été de 2020.
La Nouvelle-Zélande remporte leur 4e titre, terminant devant l'Australie en termes de différence de buts.

## Contexte
L'Australie a été trois fois champion en titre consécutif. Les vainqueurs de la compétition se qualifient directement pour les Jeux olympiques d'été de 2020.
L'annonce de l'organisation de la Rockhampton Hockey Association est intervenue alors que 5 millions de dollars étaient investis dans le centre de hockey pour moderniser les installations. En mars 2019, Stirling Hinchliffe, MLA pour Sandgate et le Ministre pour le gouvernement local, Racing and Multicultural Affairs a annoncé que le Gouvernement du Queensland avait investi 2,5 millions de dollars dans les Kalka Shades, siège de la Rockhampton Hockey Association.

## Effectifs

### Australie
Entraîneur : Paul Gaudoin
| 1. Sophie Taylor 2. Ambrosia Malone 3. Brooke Peris 4. Amy Lawton 5. Ashlee Wells (GB) 7. Jodie Kenny (C) | 9. Lily Brazel 10. Maddy Fitzpatrick 13. Edwina Bone 15. Kaitlin Nobbs 17. Georgina Morgan (C) 18. Jane Claxton | 21. Renée Taylor 23. Kalindi Commerford 24. Mariah Williams 26. Emily Chalker (C) 27. Rachael Lynch (GB) 32. Savannah Fitzpatrick |

### Nouvelle-Zélande
Entraîneur : Graham Shaw
| 1. Tarryn Davey 2. Olivia Shannon 4. Olivia Merry 5. Frances Davies 6. Amy Robinson 8. Sally Rutherford (GB) | 9. Brooke Neal 11. Rachel McCann 12. Ella Gunson 13. Samantha Charlton 15. Grace O'Hanlon (GB) 17. Stephanie Dickins | 18. Kristen Pearce 20. Megan Hull 24. Rose Keddell 27. Holly Pearson 31. Stacey Michelsen (C) 33. Julia King |

## Résultats
Toutes les heures correspondent à l'Australian Eastern Standard Time (UTC+10).

### Poule
| Rang              | Équipe           | J | V | N | P | BP | BC | Diff | Pts | Qualification                 |
| ----------------- | ---------------- | - | - | - | - | -- | -- | ---- | --- | ----------------------------- |
| Médaille d'or     | Nouvelle-Zélande | 3 | 1 | 1 | 1 | 6  | 5  | +1   | 4   | Jeux olympiques d'été de 2020 |
| Médaille d'argent | Australie        | 3 | 1 | 1 | 1 | 5  | 6  | -1   | 4   |                               |

Source: FIH
En cas d'égalité de points de plusieurs équipes à l'issue des matchs de poule, les critères suivants sont appliqués dans l'ordre indiqué pour établir leur classement:
1. Points de chaque équipe,
2. Matchs gagnés,
3. Différence de buts,
4. Buts pour,
5. Plus grand nombre de points obtenus dans les matchs de poule disputés entre les équipes concernées,
6. Buts marqués en plein jeu.

### Rencontres
| 5 septembre 2019 | Australie  | 1 - 3   | Nouvelle-Zélande                        |                                                                        |                                                                        |
| 18h00            | Lawton 54e | (0 - 1) | 20e Hull · 42e Robinson · 43e Michelsen | Arbitrage : Irene Presenqui Liu Xiaoying Arbitre vidéo : Lim Hong-Zhen | Arbitrage : Irene Presenqui Liu Xiaoying Arbitre vidéo : Lim Hong-Zhen |
| 18h00            | Rapport    |         |                                         | Arbitrage : Irene Presenqui Liu Xiaoying Arbitre vidéo : Lim Hong-Zhen | Arbitrage : Irene Presenqui Liu Xiaoying Arbitre vidéo : Lim Hong-Zhen |

| 7 septembre 2019 | Australie                                     | 3 - 2   | Nouvelle-Zélande       |                                                                           |                                                                           |
| 16h00            | M. Fitzpatrick 5e · Peris 43e · R. Taylor 60e | (1 - 1) | 15e Merry · 47e Gunson | Arbitrage : Irene Presenqui Liu Xiaoying Arbitre vidéo : Rawi Ambananthan | Arbitrage : Irene Presenqui Liu Xiaoying Arbitre vidéo : Rawi Ambananthan |
| 16h00            | Rapport                                       |         |                        | Arbitrage : Irene Presenqui Liu Xiaoying Arbitre vidéo : Rawi Ambananthan | Arbitrage : Irene Presenqui Liu Xiaoying Arbitre vidéo : Rawi Ambananthan |

| 8 septembre 2019 | Australie   | 1 - 1   | Nouvelle-Zélande |                                                                           |                                                                           |
| 16h15            | Williams 2e | (1 - 0) | 55e Merry        | Arbitrage : Irene Presenqui Liu Xiaoying Arbitre vidéo : Rawi Ambananthan | Arbitrage : Irene Presenqui Liu Xiaoying Arbitre vidéo : Rawi Ambananthan |
| 16h15            | Rapport     |         |                  | Arbitrage : Irene Presenqui Liu Xiaoying Arbitre vidéo : Rawi Ambananthan | Arbitrage : Irene Presenqui Liu Xiaoying Arbitre vidéo : Rawi Ambananthan |

## Buteurs
11 buts ont été inscrits en 3 rencontres soit une moyenne de 3.67 buts par match.
| 2 buts - Olivia Merry 1 but - Brooke Peris - Amy Lawton | - Maddy Fitzpatrick - Renee Taylor - Mariah Williams | - Amy Robinson - Ella Gunson | - Megan Hull - Stacey Michelsen |